# Yes-diszkográfia
A Yes nevű angol progresszív rock-együttes története során 21 stúdióalbumot, 18 koncertalbumot, 37 válogatáslemezt és 39 kislemezt adott ki, emellett összesen 20 videoklip fűződik a nevükhöz. Ez a lap az együttes diszkográfiáját mutatja be.

## Stúdióalbumok
- Yes (1969)
- Time and a Word (1970)
- The Yes Album (1971)
- Fragile (1972)
- Close to the Edge (1972)
- Tales from Topographic Oceans (1973)
- Relayer (1974)
- Going for the One (1977)
- Tormato (1978)
- Drama (1980)
- 90125 (1983)
- Big Generator (1987)
- Union (1991)
- Talk (1994)
- Open Your Eyes (1997)
- The Ladder (1999)
- Magnification (2001)
- Fly from Here (2011)
- Heaven & Earth (2014)
- The Quest (2021)
- Mirror to the Sky (2023)

## Koncertalbumok
- Yessongs (1973)
- Yesshows (1980)
- 9012Live: The Solos (1985)
- Keys to Ascension (1996)
- Keys to Ascension 2 (1997)
- House of Yes: Live from House of Blues (2000)
- The Word Is Live (2005)
- Live at Montreux 2003 (2007)
- Symphonic Live (2009)
- Union Live (2011)
- In the Present- Live from Lyon (2011)
- Songs from Tsongas (2014)
- Like It Is: Yes at the Bristol Hippodrome (2014)
- Progeny: Seven Shows from Seventy-Two (2015)
- Like It Is: Yes at the Mesa Arts Center (2015)

## Válogatásalbumok
- Yesterdays (1975)
- Classic Yes (1981)
- Yesyears (1991)
- Yesstory (1992)
- Highlights: The Very Best of Yes (1993)
- Something's Coming (1998)
- The Best of Yes (2000)
- In a Word: Yes (1969–) (2002)
- The Ultimate Yes (2003)
- The Word Is Live (2005)
- Essentially Yes (2006)

## Videoklipek
- "Everydays" (1970)
- "Then" (1970)
- "No Opportunity Necessary, No Experience Needed" (1970)
- "Astral Traveler" (1970)
- "Wonderous Stories" (1977)
- "Don't Kill the Whale" (1978)
- "Madrigal" (1978)
- "Tempus Fugit" (1980)
- "Into the Lens" (1980)
- "Owner of a Lonely Heart" (1983)
- "Leave It" (1984)
- "It Can Happen" (1984)
- "Hold On" (Live) (1985)
- "Rhythm of Love" (1987)
- "Love Will Find a Way" (1987)
- "Lift Me Up" (1991)
- "Don't Go" (2001)
- "We Can Fly" (2011)
- "The Ice Bridge" (2021)
- "Dare To Know" (2021)
- "Future Memories" (2021)